# Nososticta marina
Nososticta marina – gatunek ważki z rodziny pióronogowatych (Platycnemididae).